# Zalog pod Sveto Trojico
Zalog pod Sveto Trojico – wieś w Słowenii, w gminie Domžale. W 2018 roku liczyła 98 mieszkańców.